# Hedvig Karakas
Hedvig Karakas (Szolnok, 21 de febrero de 1990) es una deportista húngara que compitió en judo.
Ganó una medalla de bronce en el Campeonato Mundial de Judo de 2009 y cuatro medallas en el Campeonato Europeo de Judo entre los años 2009 y 2020. En los Juegos Europeos de Bakú 2015 consiguió una medalla de plata en la categoría de –57 kg.
Participó en tres Juegos Olímpicos de Verano, ocupando el 5º lugar en Londres 2012, el 7º en Río de Janeiro 2016 y el 17º en Tokio 2020, todas en la categoría de –57 kg.

## Palmarés internacional
| Campeonato Mundial | Campeonato Mundial      | Campeonato Mundial | Campeonato Mundial |
| Año                | Lugar                   | Medalla            | Categoría          |
| ------------------ | ----------------------- | ------------------ | ------------------ |
| 2009               | Róterdam (Países Bajos) | Medalla de bronce  | –57 kg             |
| Juegos Europeos    |                         |                    |                    |
| Año                | Lugar                   | Medalla            | Categoría          |
| 2015               | Bakú (Azerbaiyán)       | Medalla de plata   | –57 kg             |
| Campeonato Europeo |                         |                    |                    |
| Año                | Lugar                   | Medalla            | Categoría          |
| 2009               | Tiflis (Georgia)        | Medalla de bronce  | –57 kg             |
| 2010               | Viena (Austria)         | Medalla de bronce  | –57 kg             |
| 2015               | Bakú (Azerbaiyán)       | Medalla de plata   | –57 kg             |
| 2020               | Praga (República Checa) | Medalla de oro     | –57 kg             |